# أبو مدين الفاسي
أَبُو مَدْيَن الفاسي (وُلد سنة 1112 هـ المُوافق 1700م - تُوفي سنة 1181 هـ المُوافق 1768م) واسمه الكامل: محمد بن أحمد بن محمد بن عبد القادر حفيد أبي المحاسن يوسف الفهري الفاسي. هو مؤرخ وخطيب وأديب، وُلد وتُوفي بفاس، ولي الخطابة والتدريس بالقرويين زمنا. وكان من أفصح الناس، وجيها وقورا حسن الدعابة.

## مؤلفاته
من مؤلفاته:
- «تحفة الأريب ونزهة اللبيب»، في الحكم والنوادر.
- «الموارد الصافية في شرح النصيحة الكافية».
- «مجموع الظرف وجامع الطرف».
- «المحكم في الأمثال والحكم».
- «شرح القصيدة الشقراطسية».
- «مستعذب الإخبار بأطيب الأخبار»، شرح لرسالة أحمد بن فارس الرازيّ في السيرة النبويّة، في المجموع (1179 ك) بالرباط. ونسخة بخطه سنة 1132.